# The Last Defender of Camelot
The Last Defender of Camelot est une recueil de nouvelles de science-fiction écrites par Roger Zelazny et publié en 1980.

## Liste des nouvelles
Cette liste de nouvelles incluent celles de l'édition de 1980. Celles avec UM n'étaient comprises que dans les éditions limitées Underwood-Miller :
- Le Mystère de la passion ((en) Passion Play, 1962)
- (en) Horseman!, 1962
- La Sangsue mécanique ((en) The Stainless Steel Leech, 1963)
- Une effroyable et merveilleuse beauté ((en) A Thing of Terrible Beauty, 1963)
- Le Façonneur ((en) He Who Shapes, 1965)
- Que vienne le pouvoir ((en) Come now the Power, 1966)
- Auto-da-fe ((en) Auto-Da-Fe, 1967)
- L'Odyssée de Lucifer ((en) Damnation Alley, 1967)
- Le temps d'un souffle, je m'attarde ((en) For a Breath I Tarry, 1966)
- Une plage au bout du chemin ((en) The Engine at Heartspring's Center, 1974)
- Le Jeu de cendre et sang ((en) The Game of Blood and Dust, 1975)
- L'Assassinat politique considéré comme une attraction foraine ((en) No Award, 1977)
- (en) Is there a Demon Lover in the House?, 1977
- Le Dernier Rempart de Camelot ((en) The Last Defender of Camelot, 1979)
- Ne bronche pas, Rubis ((en) Stand Pat, Ruby Stone, 1978)
- Les Amours de vacances ((en) Half Jack, 1979)
- (en) Exeunt Omnes, 1980 (UM)
- (en) Fire And/Or Ice, 1980 (UM)
- (en) Shadowjack (UM)
- (en) A Very Good Year, 1979 (UM)

Cette liste inclut les nouvelles de la version publiée par ibooks en 2002 :
- Introduction de Robert Silverberg
- Que vienne le pouvoir ((en) Comes Now the Power, 1966)
- Le temps d'un souffle, je m'attarde ((en) For a Breath I Tarry, 1966)
- Une plage au bout du chemin ((en) Engine at Heartspring's Center, 1974)
- Les Amours de vacances ((en) Halfjack, 1979)
- Le Retour du bourreau ((en) Home is the Hangman, 1975)
- Permafrost ((en) Permafrost, 1986)
- (en) LOKI 7281
- (en) Mana from Heaven
- 24 Views of Mt. Fuji, by Hokusai ((en) 24 Views of Mt. Fuji, by Hokusai, 1985)
- (en) Come Back to the Killing Ground, Alice, My Love
- Le Dernier Rempart de Camelot ((en) The Last Defender of Camelot, 1979)